# 德地傣語
德地傣语是一种西南部台语支语言，分布在越南山罗省，当地人也称其为白傣语(Donaldson & Edmondson 1997:235)。